# إيفان بلاس
إيفان بلاس (بالإنجليزية: Evan Blass)‏ هو مدون أمريكي، ولد في 13 مارس 1978 في ألينتاون في الولايات المتحدة.